# Агуалуза, Жузе Эдуарду
Жузе́ Эдуа́рду Агуалуза (порт. José Eduardo Agualusa, род. 13 декабря 1960 г., Уамбо) — современный ангольский писатель и журналист.

## Жизнь и творчество
Родился в городе Уамбо, в Анголе. Долгое время писатель жил в Лиссабоне, затем в Рио-де-Жанейро. До настоящего времени написал 10 романов, несколько сборников рассказов, издал сборник стихотворений. Презентация десятого романа «Общая теория забвения» (Teoria Geral do Esquecimento) проходила в мае 2012 года. Сотрудничает как независимый журналист в различных газетах и на радио. Пишет на португальском языке. По происхождению Агуалуза — из ангольских креолов, потомков осевших в стране португальских поселенцев. Как сказал сам писатель, португальский язык более не является языком господ-колонизаторов, но и «африканский язык, который принял в себя понятия, выражения, ритмы и чувства народа Анголы».
Первый роман Агуалузы вышел в 1989 году под названием Заговор (A Conjura). В этом историко-художественном произведении отображена жизнь в Луанде в 1880—1911 годах, а также взаимное влияние европейской и африканской культур. В новелле «Ярмарка призраков» (A Feira dos Assombrados) (1992) автор исследует корни ангольского национализма. В вышедшем в 1996 году романе «Сезон дождей» (Estação das Chuvas) Агуалуза, используя автобиографические линии построения сюжета, описывает современное ангольское общество, прошедшее через десятилетия войны за независимость и затем гражданской войны. Во всех своих прозаических произведениях автор использует как реальные и исторические факты, так и вымышленные события. Видимо, писатель не избежал влияния латиноамериканского магического реализма.
В 2006 году Агуалуза основывает издательство Lingua Geral, издающее произведения португалоязычных авторов.
В 2017 году в России Центром книги Рудомино был выпущен в переводе Варвары Махортовой роман Жузе Эдуарду Агуалузы «Королева Жинга и то, как африканцы создавали мир» (2014).

## Избранные романы (кроме вышеуказанных)
- Камень под водой (1992)
- Африканский Лиссабон (сборник, совместно с Фернандо Семедо и фотографом Эльзой Роха (1993))
- Смех геккона (2004)
- Продавец прошлого (2004, Премия «Индепендент» за переводную прозу, 2007; рус. пер. 2013 Архивная копия от 1 сентября 2013 на Wayback Machine)
- Женщины моего отца (2007)